# Serra Branca
Serra Branca is een gemeente in de Braziliaanse deelstaat Paraíba. De gemeente telt 12.816 inwoners (schatting 2009).